# 二空新村

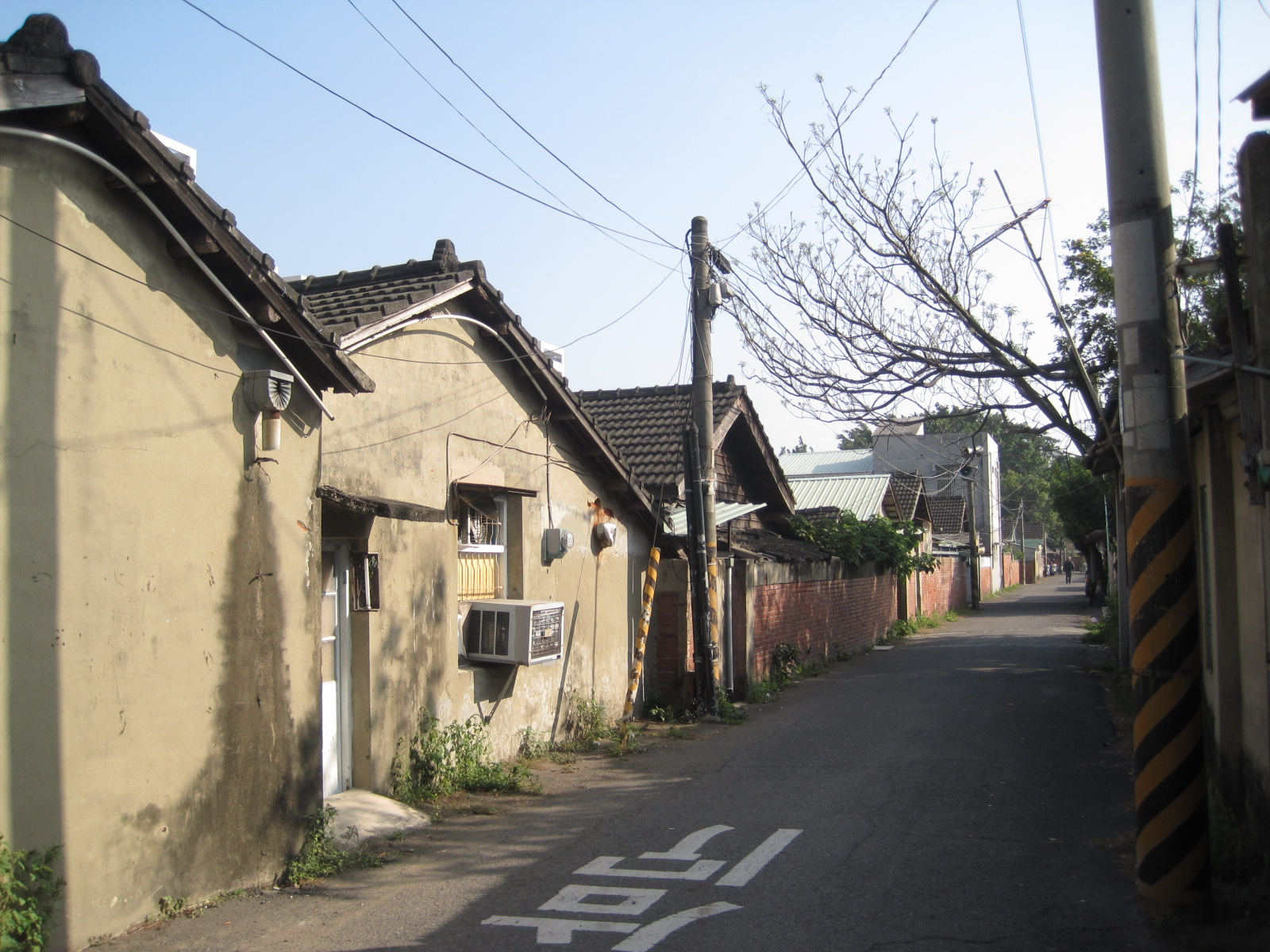
二空新村一景

二空新村，位於臺灣臺南市仁德區與東區、南區交界處，約略於臺南市生產路以南、縱貫鐵路以東、長東街以西之區域中。在行政區劃上分屬於今仁德區仁和里、仁愛里與成功里。此處居民多為早年隨中華民國政府遷臺的中華民國空軍軍人以及其眷屬，登記的戶籍有922戶，在中華民國國軍全部眷村中排名第六。而之所以名為二空的原因有二說，一為此地地名在臺灣日治時期時日文發音接近「二空」，二為得名自初期單位「空軍第二供應區部」。另外由於此地有550戶的興築經費是中華婦女反共抗俄聯合會向台灣省青果商業同業公會聯合會募款而來，建造於第四期籌建，故在早期名為「貿易四村」。
目前仁和里（原仁和村）部分的眷舍已經改建，但仁愛里（原仁愛村）部分的眷舍還有保留，此外2010年6月時眷村文物館、樹屋、舊水塔、碉堡與紀念碑等五處景物被列為暫定古蹟。

## 沿革

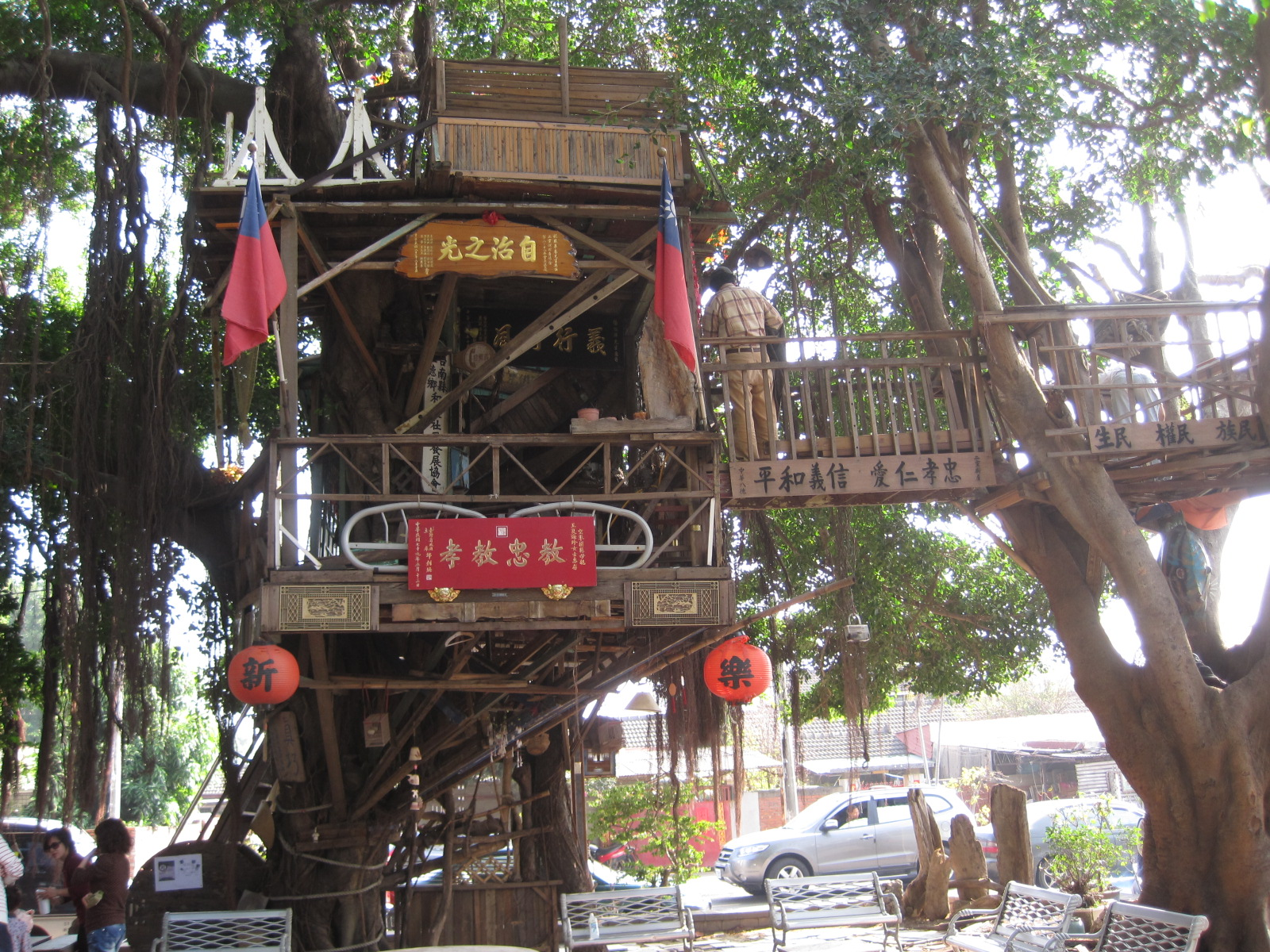
樹屋

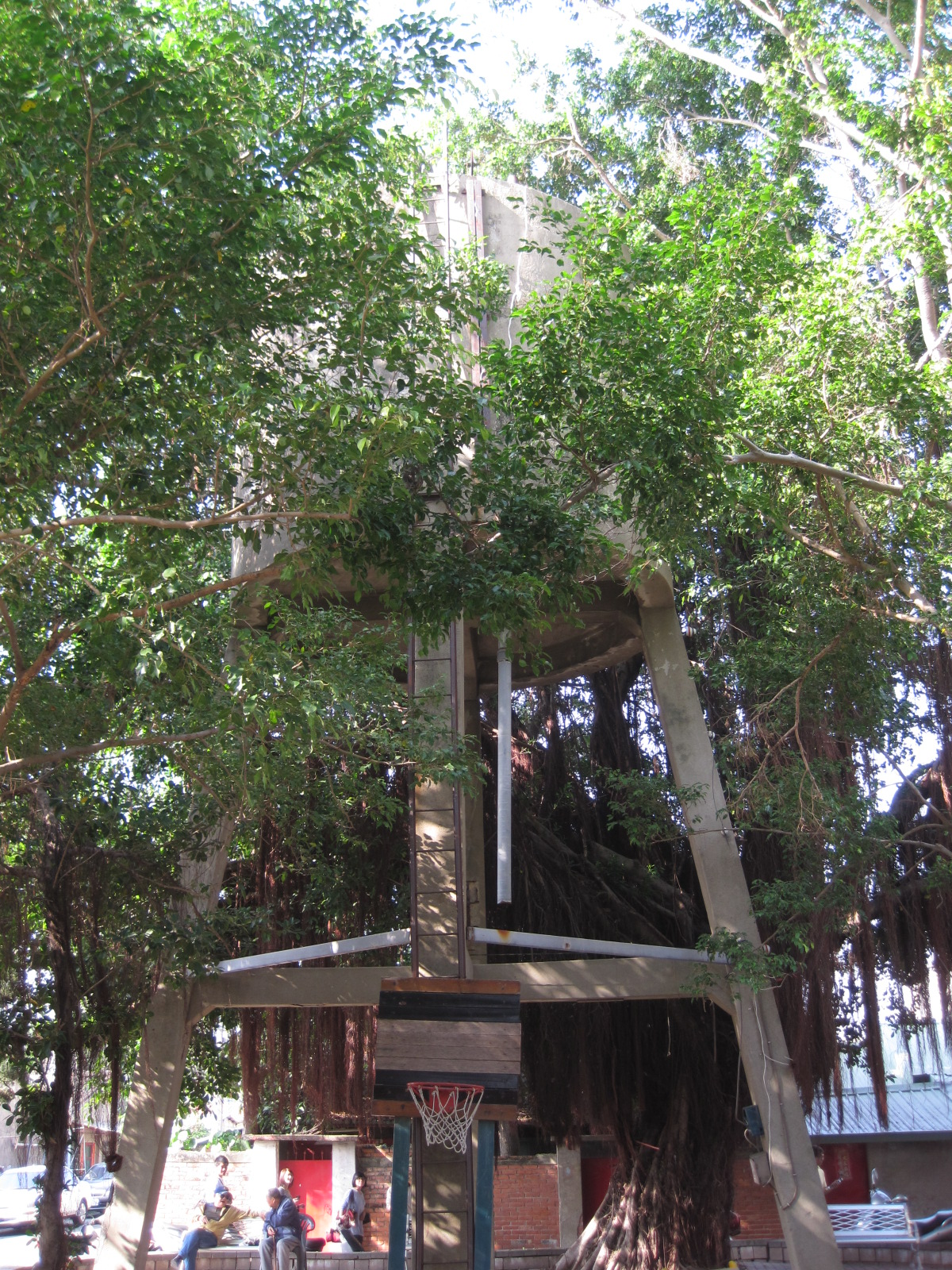
樹屋前的水塔

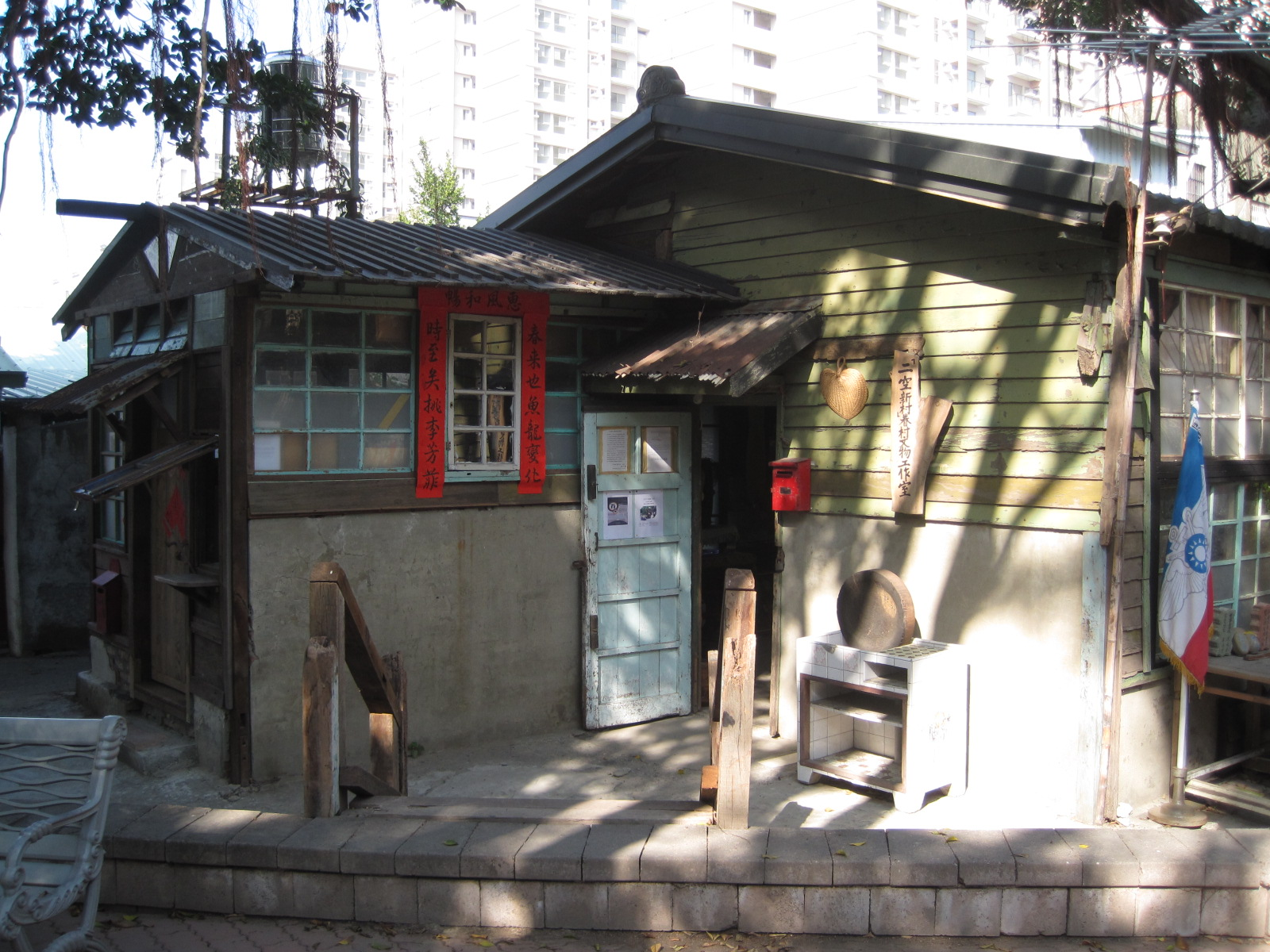
二空新村眷村文物工作室

二空新村的所在地原為牛稠村牛稠仔，是飼養黃牛的草地，在第二次世界大戰之後，初期時歸屬仁德鄉牛稠村第六鄰管轄。1950年（民國三十九年）春，空軍供應、防空、警備司令部、第七供應大隊（第一聯隊）與第二後勤支援處五個單位在此興建了76戶眷舍，秋天時又興建了150戶簡陋磚房，於該年12月1日成立「二空眷區」，隔年又興建了100戶的竹牆紅瓦房（於八年後原地重建）。1952年（民國四十一年）1月此地改為「二空軍眷專區」，開始由榮民出任區長，1957年（民國四十六年）1月時又改為「二空軍眷新村」，區長改為村長，隔年婦聯會募款興建了50戶，再隔年（1959年）又建了350戶，另外此時牛稠村也於1958年（民國四十七年）改名成功村。
1962年（民國五十一年）1月成立自治會來管理眷區行政工作，隔年又在婦聯會的努力下興建100戶（這年分出以眷舍為主的仁和村），1964年（民國五十三年）時又建了50戶，至此由婦聯會興建的眷戶共550戶，因募款來源與興建時期的關係又稱「貿易四村」。1970年（民國五十九年）因眷村續建、人口增長的關係，仁和村又分出仁愛村。
而在1970年代以前，二空新村內並未有自來水，只能用地下水，而剛打出來的地下水水質混濁，需花上二、三個小時處理雜質，直到1972年（民國六十一年）才在自治會長張華春與村長鄭建萍向婦聯會爭取下，於隔年完成自來水鋪設。

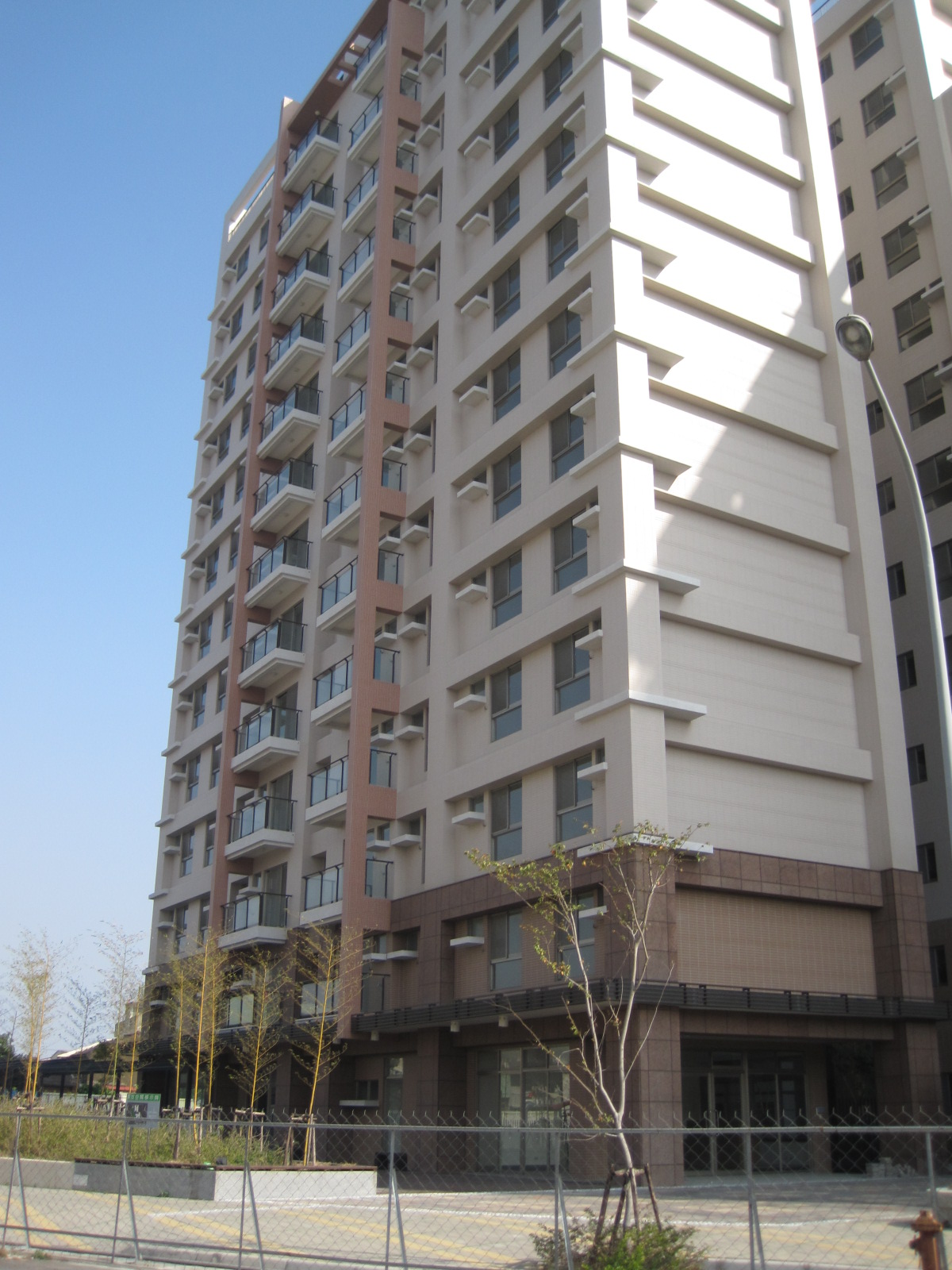
原仁和村部分改建的國宅

2007年二空新村開始改建成國宅，原預計在該年10月動工，2009年完工，但因施工延宕與房價增漲問題，而令原眷戶大感不滿，表示軍方未合理交代的話將拒絕配合眷改。此外由於眷村改建，黃如龍等人為了保存眷村文化便將一座美援老庫房自力整建成二空新村文物館，於2010年10月10日正式開放。2023年6月17日，二空樹屋因發現病媒蚊孳生源而拆除。2024年7月20日，臺南市政府文化局於該地成立的「二空新村文化園區」正式開放，同時引進退役戰鬥機F-5E；2025年3月12日，引進2014年被公投护台湾联盟和台湾独立建国大旗队以繩索拉倒的孙中山铜像。

## 眷舍與居民
二空新村的眷舍建築分為甲乙丙三個等級，甲級又稱「二間」（15坪），為三代以上或6人以上居住，共77戶；乙級又稱「一間半」（11.25坪），為二代或5－6人居住，共124戶；丙級又稱「一間」（7.5坪），為二代或4人以下居住，共721戶，基本上是以家庭人口來分配住處大小，但在實際執行上仍有受人情或上級壓力等影響。
二空新村自治會登記的戶籍有922戶，在中華民國國軍全部眷村中排名第六，裡頭有2位退役少將、21位退役上校、254位中校及少校，其他為尉官與士官退役。除此之外，附近還有167戶圈地自建的列管戶。而在居民的省籍方面，1994年仁和國小鄉土社區踏查顯示二空新村居民大多為四川籍（188人，佔總數的12.2%），其次為湖南、江蘇、臺灣（為嫁給榮民的臺灣女性）、山東、河北、河南、廣東、浙江與安徽等。

## 組織
- 自治會：成立於1962年1月，設會長一人、副會長二人、委員八人、後補委員二人、幹事二人，為無給職，除第一屆外，會長任期均為兩年並在7月進行改選，1976年將會長、副會長選舉合併後，由第一高票者擔任會長、第二與第三高票者擔任副會長。二空新村的自治會主要是向市場的攤販收取清潔費來應付支出，早期收入頗豐且有結餘，但後來隨著攤販減少而入不敷出，於2007年4月左右將早年結餘用盡[1]。
- 婦女工作隊：於1961年左右成立，曾規畫手工藝生產合作社來教導眷村內婦女學習手工藝貼補家用，並負責管理美援時期成立的牛奶供應站[1]。
- 軍眷診療所：1957年成立，提供二空地區的醫療服務。臺灣的軍眷診療所一般是看戶數多寡來決定是否設立，需要有眷補證才能就診，約在1990年代起因設備老舊等因素開始歇業，1997年時全面停診[8]。

## 出身人物
- 吳健保，前台南縣議會議長[9]。
- 吳禹寰，吳健保之子，現任臺南市議員。
- 梁幼祥，是兩岸三地知名烹飪美食專家，號稱台灣食神。他從事烹飪教學、美食寫作、主持美食節目超過20年。[10]